# ریچارد تی جونز
ریچارد تی جونز (انگلیسی: Richard T. Jones؛ زادهٔ ۱۶ ژانویهٔ ۱۹۷۲) یک هنرپیشه اهل ایالات متحده آمریکا است. وی از سال ۱۹۹۳ میلادی تاکنون مشغول فعالیت بوده‌است.
از فیلم‌های معروف او می‌توان به بازی در فیلم نابودگر: ماجراهای سارا کانر، باجه تلفن، مسیر مهتابی، پیچ خورده، قاضی امی، اوگی رز، اثر ماشه، وظیفه هیئت منصفه، چیپس و اطلس شورید: قسمت دوم اشاره کرد.